# Kuravilangad

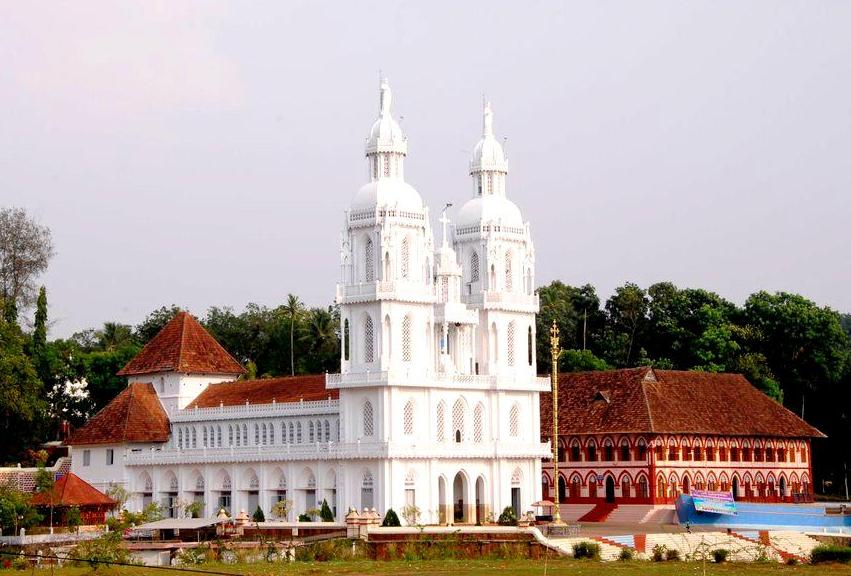
Wallfahrtskirche St. Maria (2011)

Kuravilangad (Malayalam കുറവിലങ്ങാട്) ist eine indische Stadt im Distrikt Kottayam des Bundesstaates Kerala. Die Stadt liegt im Taluk Meenachil, etwa 22 km nördlich der Distriktshauptstadt Kottayam und 17 km westlich der Stadt Pala. Kuravilangad ist die größte Stadt im nördlichen Distrikt Kottayam. Es umfasst den gesamten Kuravilangad Panchayath, einschließlich Thottuva, Kappumthala, Vakkad, Kurianad, Mannakkanad, Elakkad und Kalathoor.
Im Jahr 105 sollen die Hirtenkindern am heutigen Standort der Basilika St. Maria eine Marienerscheinung erlebt haben. In der Kirche befindet sich als Gnadenbild auch eine sehr alte Marienfigur aus Granit, die von den Gläubigen „Kuravilangad Muthiyamma“ (Unsere Mutter von Kuravilangad) genannt wird. Die Kirche hat eine alte Glocke mit der Gravur auf syrischer Sprache "Mutter Gottes". Drei majestätische Glocken wurden 1911 aus Deutschland gebracht und sind mit die größten Glocken in Asien. Die Kirche ist auch bekannt für ihr Kappalottam oder "Rennschiff", ein Gedenken an die biblische Geschichte von Jona und dem Wal. 
Die St. Maria Basilika in Kuravilangad versuchte ihr Bestes, um den Funktionen von Moonnu Nompu (dreitägige Fastenzeit) während der Fastenzeit Glanz zu verleihen. Ein vierzig Fuß großes Holzschiff, wunderschön gebaut mit Bug, Heck, Masten und Takelage, auf der einen Seite ein Bildnis von Jona, das auf Befehl des Herrn von den Fischen erbrochen wurde, und auf dem Deck hölzerne Seeleute in westlicher Tracht seit Jahrhunderten das Zentrum der Anziehungskraft in der Mittagsprozession. Inmitten der wachsenden Masse der Menschheit lässt das Spektakel den Eindruck entstehen, dass das Meer wütend ist, die Wellen gegen die Seiten des Schiffes schlagen und heftige Winde die Segel außer Kontrolle bringen. 